# Kuk Harrell
Thaddis "Kuk" Harrell, född den 30 december 1964, är en amerikansk musiker och låtskrivare inom pop, r'n'b och rap. Han gick 2004 in i kusinen Tricky Stewarts produktionsbolag RedZone Entertainment. Harrell har bland annat varit med och skrivit Rihannas hitsingel "Umbrella" (2007), för vilken han belönades med en Grammy, och Beyoncé Knowles "Single Ladies (Put a Ring on It)" (2008).